# Walter Hollnagel
Walter Otto Wilhelm Hollnagel (* 2. April 1895 in Alt Ruppin; † 8. Mai 1983 in Hamburg) war ein deutscher Fotograf im Dienste der Deutschen Bundesbahn, bis 1949 der Deutschen Reichsbahn.

## Leben
Walter Hollnagel kam als eines von sechs Kindern eines Eisenbahn-Obersekretärs und einer Hausfrau im brandenburgischen Alt Ruppin zur Welt. Dort besuchte er ab 1901 die Bürgerschule, die ihn schon früh auf eher praktische Berufe vorbereitete. Durch die dienstlichen Versetzungen des Vaters verbrachte der junge Hollnagel seine Jugend in Spandau, Calbe (Elbe), Börßum und schließlich in Magdeburg. Dort begann Walter Hollnagel 1909 eine Ausbildung zum Maurer, die er 1912 abschloss. Im Anschluss besuchte er die noch junge Königlich Preußische Baugewerksschule. Um sich dieses Studium finanzieren zu können, arbeitete Hollnagel nebenher im Tiefbau. Am 7. April 1915 trat er seinen Dienst als technischer Büro-Aspirant bei der Königlichen Eisenbahndirektion in Bromberg (heute Bydgoszcz in Polen) an.
Am 15. Mai 1915 wurde er zum Militär eingezogen und diente als Soldat bei einer Maschinengewehr-Abteilung. Kurz nach dem Ende des Ersten Weltkrieges schied er am 29. Dezember 1918 aus dem Militärdienst aus. Als Folge des Krieges – Bromberg wurde 1920 polnisch – folgte der Umzug nach Magdeburg. Hier nahm er gleich eine Anstellung als Technischer Zeichner bei der Eisenbahndirektion auf und noch im selben Jahr heiratete er Alice Paarmann, die er in Bromberg kennengelernt hatte. Aus dieser Ehe gingen drei Töchter hervor. Schon zwei Jahre später wurde Hollnagel am 1. Oktober in den Beamtenstand erhoben, blieb aber weiter als technischer Zeichner tätig. Die Reichsbahndirektion (RBD) Magdeburg errichtete 1926 eine Lichtbildstelle. Mit dieser Aufgabe wurde der inzwischen zum Obersekretär aufgestiegene Walter Hollnagel betraut. Im August 1931 erfolgte die Versetzung nach Altona (heute Ortsteil von Hamburg), der damals größten schleswig-holsteinischen Stadt, um in der dortigen Lichtbildstelle tätig zu werden. Diese Versetzung wurde nötig, weil die Reichsbahndirektion Magdeburg noch 1931 aufgelöst wurde. Die Reichsbahndirektion Altona ernannte Hollnagel am 1. September 1934 zum Technischen Reichsbahn-Inspektor. Anfang des Jahres 1939 ließ sich Walter Hollnagel von seiner Frau Alice scheiden, um schon am 22. April die Heidelberger Kaufmannstochter Johanna Hagelstein zu ehelichen.
Im Zuge der Gleichschaltung wurde Hollnagel 1934 Mitglied im Reichsbund der deutschen Beamten und 1942 in der Nationalsozialistischen Volkswohlfahrt, einer Fürsorgeorganisation der NSDAP, jedoch nicht in der NSDAP. Trotz dieser Parteilosigkeit erfolgte die Abordnung in den Pressedienst des Reichsverkehrsministeriums unter Julius Dorpmüller, um als Bildberichterstatter an den Kriegsschauplätzen der Reichsbahn tätig zu sein. Reisen führten ihn etwa in die Ukraine, nach Italien, Oberschlesien und in die Eifel. Im Frühjahr 1945 kehrte er in die Reichsbahndirektion Hamburg zurück; diese wurde schon 1937 im Zuge des Groß-Hamburg-Gesetzes und der damit verbundenen Eingemeindung Altonas, in Reichsbahndirektion Hamburg umbenannt. Am 1. Mai 1945, eine Woche vor Kriegsende, wurde Walter Hollnagel zum Technischen Reichsbahnoberinspektor befördert.

## Leistungen
Es liegt nahe, dass der Technische Zeichner Walter Hollnagel schon früh erste Erfahrungen mit einem Fotoapparat machen konnte; dass er jedoch Direktionsfotograf wurde, ist eher einem Zufall zuzuschreiben. Der hauptamtliche Fotograf der Reichsbahndirektion in Magdeburg fiel aus und Hollnagel sollte ihn vertreten. Da Hollnagel auch privat ein großes Interesse an der Fotografie hatte, konnte er sich seinem Dienstherren problemlos durch entsprechende Referenzen empfehlen. Hollnagel beschäftigte sich schon 1915 mit Fotografie, als die moderne Aufnahmetechnik noch in den Kinderschuhen steckte und die entsprechende Ausrüstung kostspielig, aufwändig und schwer war. Dass die Berufung des gelernten Maurers zum Fotografen in Reichsbahndiensten die richtige war, beweist sein Werdegang in den Direktionen.
Die Lichtbildstellen in diesen Verwaltungen unterstanden den technischen Hochbauabteilungen, was dazu führte, dass Walter Hollnagel seine Haupttätigkeit im Innendienst fand. Die Schwarzweiß-Abzüge mussten handwerklich bearbeitet und mit entsprechenden Informationen kenntlich gemacht werden, um den zuständigen Bauabteilungen als Anschauungsmaterial zu dienen. Alle Veränderungen im Reichsbahnbezirk wurden dokumentiert, seien es nun Neubauten oder entstandene Schäden. Zu Hollnagels Aufgaben gehörte es also auch, Umbauten im Bild festzuhalten, was er mit großer Genauigkeit tat. Zu seinem Handwerkszeug während der Magdeburger Zeit gehörte zunächst eine 18 cm × 24 cm-Plattenkamera, die die anspruchsvolle Architekturfotografie ohne stürzende Linien ermöglichte. Derartige Apparate bedurften einer festen Montage auf geeigneten Stativen, was dem streng bildnerischen Fotografierstil Hollnagels entgegenkam. Neben den technischen Aufnahmen zählte es zu den Aufgaben Hollnagels, Feierlichkeiten im Bild festzuhalten und Porträtaufnahmen der wichtigen Reichsbahnbeamten für mögliche Veröffentlichungen bereitzuhalten.
Seinen spontanen Reportagestil konnte Walter Hollnagel erst mit der Serienreife der ersten Kleinbildkamera festigen. Die hierzu notwendige „Leica“ wurde 1925 auf der Frühjahrsmesse in Leipzig vorgestellt. Damit waren dann auch Aufnahmen von fahrenden Zügen möglich.
Das Reichsbahnzentralamt ermöglichte Mitte der 1920er Jahre, dass die dienstlichen Grenzen überschritten werden konnten. Es forderte nicht nur die eigenen Mitarbeiter, sondern auch alle Berufsfotografen auf, sich an der Gestaltung des Deutschen Reichsbahn-Kalenders zu beteiligen. Das gab dem Direktionsfotografen Hollnagel die Möglichkeit, sich mit Eisenbahnfotografen wie Carl Bellingrodt und Alfred Ulmer zu messen.
Hamburg war neben Berlin der Brennpunkt der Verkehrsentwicklung. Die Stadt ist nicht nur eines der größten europäischen Schienenverkehrszentren, sondern liefert u. a. auch mit seinem Hafen besondere Eindrücke für einen engagierten Fotografen. Walter Hollnagel konnte hier die stürmischen Entwicklungen des „Fliegenden Hamburgers“, des Schienenzeppelins und einiger anderer Neuheiten auf den Reichsbahngleisen im Bild festhalten. Er dokumentierte auch den Bau der Reichsautobahnen im Direktionsbezirk mit den darauf fahrenden, neuen aerodynamischen Omnibussen. Man reiste in den 1930er Jahren noch überwiegend mit der Bahn und so verwundert es nicht, dass Walter Hollnagel auch zur Stelle war, wenn Prominenz die Hansestadt besuchte. Ob nun in der Lokalpresse, bei den Herstellern des Reichsbahnkalenders oder beim Fachpublikum, der Name Hollnagel war bald überall bekannt.
Erste Farbfilmaufnahmen machte Hollnagel 1938 mit dem neuen Agfacolor-Kleinbild-Farbdiafilm, dazu gehören auch die Aufnahmen des SVT „Köln“, dem neuesten Triebwagen auf Reichsbahngleisen. Walter Hollnagel war den Neuerungen der modernen Fotografie durchaus aufgeschlossen, blieb jedoch bis zu seinem Lebensende auch der Schwarzweißfotografie treu. Unabhängig vom verwendeten Filmmaterial lässt sich ein typisches Verhalten Hollnagels feststellen. Wann immer es möglich war, versuchte er für die Aufnahmen einen erhöhten Standpunkt einzunehmen, um so den erwünschten Überblick zu erhalten.
Die Abordnung als Bildberichter ins Reichsverkehrsministerium stellt eine bemerkenswerte Etappe in Hollnagels beruflichen Werdegang dar. Er gehörte damit zu dem kleinen Kreis der Direktionsfotografen, die den Kriegsalltag des Eisenbahnbetriebs auch im besetzten Ausland dokumentierten. Wie alle Berichterstatter hatte er eine klare Order: Für Propagandazwecke sollte der Auslandseinsatz der Reichsbahn ausschließlich positiv dargestellt werden, die Schattenseiten des Krieges waren auszublenden. In Hollnagels Nachlass finden sich keine Aufnahmen von Lazarettzügen, Verwundeten oder Toten, vielmehr konzentrierte er sich, neben seinem offiziellen Auftrag, auf Motive, die sich mit Land und Leuten beschäftigten. Im Mai 1945 kehrte er von seinem letzten Einsatz, in Oberschlesien, über Berlin zurück nach Hamburg.
Wie alle im Staatsdienst Tätigen musste sich auch Walter Hollnagel nach dem Krieg einer Überprüfung im Zuge der Entnazifizierung unterziehen, zumal er im medialen Bereich arbeitete und somit per se mit einem Berufsverbot belegt wurde. Im Frühjahr 1946 durfte er erste Inspektionsfahrten mit den britischen Besatzern für die Hamburger Eisenbahndirektion unternehmen. Gelegentlich missachtete er das auferlegte Fotografierverbot und dokumentierte so in einprägsamen Bildern die Nachkriegszeit im zerstörten Hamburg.
Die Hauptverwaltung der noch jungen Bundesbahn forderte Walter Hollnagel und einige andere Direktionsfotografen im Dezember 1951 für ihren Pressedienst an, um im darauf folgenden Jahr werbewirksame Aufnahmen zur Verfügung zu haben.
Im Dezember 1953 wollte man Hollnagel auf Grund seiner technischen Ausbildung und der dem entsprechenden Besoldung in den bautechnischen Dienst versetzen. Sein Vorgesetzter reagierte ablehnend und führte die langjährige Erfahrung des Fotografen und das Lebensalter als Grund an. Damit war Hollnagels beruflicher Weg für die nächsten sechs Jahre bis zur Pensionierung vorgegeben.
Nach dem Übergang in den Ruhestand im April 1960 blieb Walter Hollnagel seinem ehemaligen Arbeitgeber verbunden. Seine Art der Aufnahmen war weiterhin gefragt, so dass er noch 1962 mit offizieller Legitimierung an Bundesbahnstrecken unterwegs war und den Bau der Vogelfluglinie bis zur Fertigstellung begleitete. Danach arbeitete er verstärkt für die Lokalpresse und wurde erster Vorsitzender der Hamburger Fotogruppe des Bundesbahnsozialwerks. Seine letzten Eisenbahnfotografien entstanden im Bahnhof Hamburg-Altona anlässlich der City-S-Bahn-Eröffnung am 21. April 1979.
Im hohen Alter von 88 Jahren verstarb Walter Hollnagel in Hamburg.

## Bildarchiv
Der dokumentarische Wert der Aufnahmen von Walter Hollnagel wird erst mit zunehmendem Alter der Abbildungen deutlich. Lange wurde davon ausgegangen, dass bei den verheerenden Angriffen auf Hamburg die bis dahin entstandenen Bilder vollständig vernichtet wurden. Hollnagel hatte sein privates Archiv aber schon nach den ersten Bombenabwürfen auf die Stadt zu Verwandten nach Süddeutschland ausgelagert. Dort blieb es bis weit über seinen Tod hinaus unangetastet.
Heute befinden sich seine Aufnahmen u. a. im Archiv des Altonaer Museums und im Bildarchiv der Eisenbahnstiftung.